# Музей Иланы Гур
Музей Иланы Гур — художественный музей и личный дом израильской дизайнера и скульптора Иланы Гур, расположенный в Старом Яффо. Музей был открыт для широкой публики в 1995 году. Коллекция музея состоит из произведений самой художницы, а также из собственной коллекций искусства, включающей более 600 работ всех жанров, выполненных художниками Израиля и других стран.

## История
Здание музея было построено для хана (караван-сарая), в 1742 году Яковом Зананой. Это было место ночлега и проживания для паломников, которые приплывали на кораблях в порт Яффo, чтобы через несколько дней продолжить свой путь в Иерусалим. Здание находилось вне стен Старого Яффо, а потому было сделано трёхэтажным с массивными стенами. Тем самым оно должно было служить не только приютом, но и защитой от бандитов, которые бродили за пределами городских стен. Во второй половине 19-го века в здании располагалась фабрика по производству мыла и косметики на основе оливкового масла, принадлежащая одной из мусульманских семей Яффо. В ходе ремонтных работ, проведенных художницей, на цокольном этаже здания была обнаружена промышленная печь, которая предположительно использовалась для растворения оливкового масла. Сегодня печь можно увидеть на нижнем этаже, где расположен музейный магазин.
После войны за независимость в Старом Яффо были размещены евреи, прибывшие в Израиль из балканских стран. Жизнь в этом месте была нелёгкой из-за постоянной грязи, а также отсутствии электричества и водопровода. С 1949 года часть здания использовалось в качестве синагоги евреями из Ливии.
В 1970-е годы этот район привлекал многих художников, которые решили поселиться здесь и использовать здания под небольшие галереи и магазинчики. В 1983 году небольшую часть здания приобретает Илана Гур. В начале 1990-х годов художница решила приобрести всё здание и открыть в нём музей своих произведений и собственной коллекции искусства. Работы по восстановлению и реконструкции здания велись около трёх лет, результатом которых стало полное соответствие облика здания с историческим образцом.
Посетители музея могут ознакомится с историей сооружения, а также посмотреть многочисленные картины, скульптуры, фотографии, рисунки, видео-арт, инсталляции, предметы мебели и дизайна, коллекцию антиквариата и этнического искусства. Несмотря на некоторый эклектизм, каждому залу музея присущ свой неповторимый и уникальный характер. Особенность музея заключается в мастерком умении художницы посредством экспозиции создавать непредсказуемые взаимосвязи и ассоциации между различными предметами искусства, как на концептуальном, так и на визуальном уровнях. Илана Гур считает, что только непосредственно соприкасаясь с произведениями искусства, ощущая их и используя предметы декоративно-прикладного искусства в быту, можно действительно понять, что же такое искусство. Произведения искусства здесь не экспонируется на фоне традиционных белых стен, предметы тесно связаны с повседневностью и открыты зрителю.
Одной из основополагающих идей музея является концепция синтеза истории искусства, дизайна и общей истории человечества, сметающая границы противоположного и представляющая искусство в качестве интегральной части нашей жизни. Основной мотив музея — сочетание старого и нового, поэтому коллекция произведений современного искусства намерено размещена в старинном здании по соседству с археологическими артефактами. Многие работы выполнены в технике ready-made. Кроме того, можно выделить ещё один важный мотив — круговорот жизни и смерти, акцентирующий тему бренности человеческого тела и хрупкости человеческого бытия.

## Коллекции
Коллекции музея насчитывают более 600 произведений. Это работы Иланы Гур, а также произведения мировых и израильских художников. В коллекции музея — произведения живописи, скульптуры, видео-арта, фотографии, рисунки, инсталляции, предметы мебели и дизайна, коллекция антиквариата и этнического искусства.
Несмотря на эклектичность, коллекция представляет интерес, поскольку в ней можно четко выявить главные направления: вопросы женственности и материнства, портреты и декоративно-прикладное искусство. При всем разнообразии коллекции каждый раздел и каждое помещения музея имеют свой особый характер. В каждой комнате произведения разных художников различных поколений и стран связаны либо общей темой, либо общим образом или настроением. Этим обусловлена уникальность музея.
В музее три этажа и магазин. На верхнем этаже имеется выход на террасу, где находится сад скульптур. Отсюда открывается панорамный вид на Тель-Авив-Яффо и на Средиземное море.

## Комнаты музея

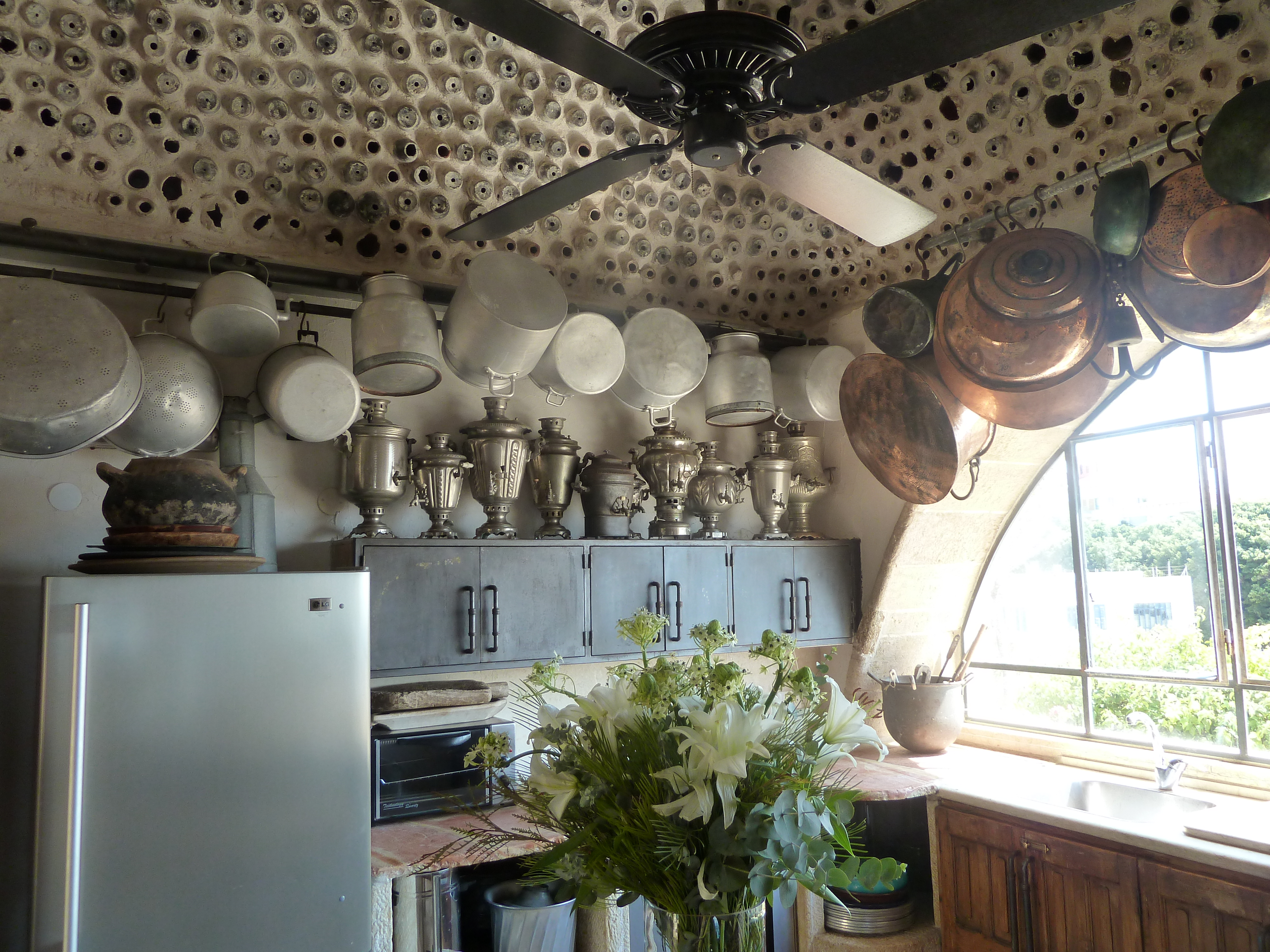
Комната с кухней в Музее Иланы Гур

### Вестибюль
Вестибюль дома Илана Гур украсила работами из своей «Земляной серии» (2004—2006). Фактически они представляют собой ассамбляж из частей различных сельскохозяйственных орудий, соединённых с другими материалами. Эта серия отражает воспоминания художницы о её детстве в Израиле, которое она провела в кибуцах. Красоту родной природы художница передает используя части жерновов, цепов, плугов и других сельскохозяйственных орудий. Показанный в вестибюле произведения являются частью большой серии скульптур, которая демонстрировалась в 2006 году на выставке «Гибриды» в Тель-Авивском музее искусств. Также здесь можно увидеть фотографию «Без названия» авторства Сигаль Авни, являющаяся частью большой серии фото-работ, созданной художницей. Фото сделана в рамках проекта Авни, посвященного сложности взаимоотношений между матерью и дочерью. Также представлены кинетические скульптуры Яакова Агама, видео-арт Михаль Коль.

### Зал дизайна

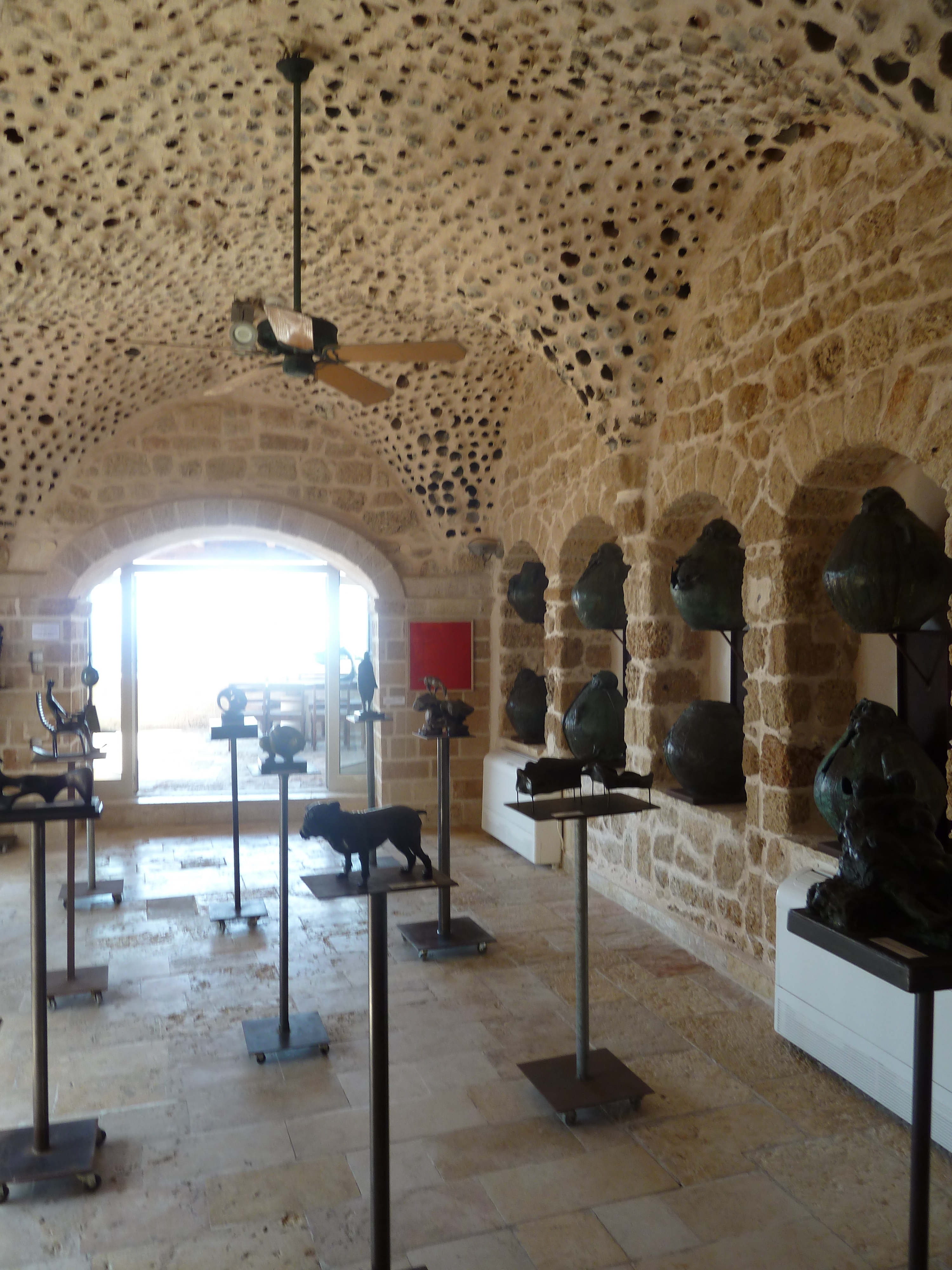
Зал скульптуры

В нишах зала можно увидеть великолепную коллекцию стульев ведущих мировых дизайнеров, включая Фрэнка Гэри и Геррита Томаса Ритвельда. Большинство произведений, являются частями оригинальной серии дизайнерской мебели и светильников, созданной Иланой Гур. Работы художницы известны своей уникальностью. Данная серия была выпущена ограниченным тиражом. Данные предметы мебели воспринимаются и как объекты искусства, и как предметы быта, имеющие конкретную функцию. При создании серии художница использовала такие материалы, как: металл, дерево, кожа, ткань, стекло и прозрачный пластик.
Кроме работ Гур в зале выставлено произведение арабской художницы Бутины Абу-Милхем «Игла победила швею» (2008). Автор использует традиционное искусство палестинских женщин — вышивку, показывая традиционные ценности с новых сторон.
Также в зале представлены работы Ури Лифшица, Геррита Томаса Ритвельда.

### Комната монахов
Работа «Утро после», расположена в комнате, получившей своё название от двух старинных монастырских столов, которым более 300 лет, приобретённых Иланой Гур в греческом монастыре. Столы используются как подставка для монументальной инсталляции, созданной Гур в 2004—2006 гг. работа состоит из многочисленных бронзовых фигур человеческих и животных тел, лежащих на бронзовых тарелках, коровьего черепа, демонического паука, различных остатков и отходов. Это сюрреалистическая инсталляция, предсказывающая возможные стихийные бедствия, напоминающая сцену из сна или галлюцинации. Художница исследует возможную апокалиптическую ситуацию — то, что останется после «застолья» человеческого существования. Перед нами промышленные материалы, бронза и различные металлы, наряду с органическими материалами, черепами, костями и рогами. Художница поднимает тему круговорота жизни и смерти, а также быстротечности человеческого существования. В произведении появляются отсылки к сюжету «Тайной вечери», сочетающиеся с элементами еврейской традиции.

### Библиотека имени доктора Иосифа Сапира (1869—1935)
Библиотека-музей находится на втором этаже здания. Здесь представлены множество книг по истории Святой Земли, культуры и искусства, как на иврите, так и на европейских языках. Это собрание Илана посвятила памяти своего деда, доктора Иосифа Сапира, который был активным сионистом. В библиотеке выставлены картины и скульптуры, созданные доктором Сапиром, а также подлинные фотографии семьи. Изначально скульптуры были выполнены из крашенного гипса, но из-за их хрупкости, было принято решение отлить их в бронзе. Комната освящает важные события из жизни семьи, связывающие её историю с историей еврейских поселений в Палестине до создания государства Израиль.
К стене библиотеки прикреплены два старинных деревянных стула, которые являются наследием семьи Гур. В пространстве также находится цветное пианино Piano Alphonse Blondel из инсталляции Un Certain Plume художницы Мириам Бат-Иосеф. Данный экспонат — дань уважения бабушке Иланы, Матильде Сапир.

### Комната этнического искусства
Коллекция этнического искусства включает в себя собрание великолепных работ из Африки и Южной Америки. Каждый из представленных экспонатов является объектом культурной деятельности племен, непосредственно использовавшимся в повседневной жизни. В зале представлены маски, статуэтки, предметы быта и многое другое. Экспонаты, выставленные в этой комнате, связаны с такими темами, как плодородие, взаимоотношение матери и ребёнка, борьба с экзистенциальными страхами и так далее.

### Кухня
Центральная кухня дома является замечательным источником вдохновения для всех любителей дизайна. Здесь отражена одна из основных идей музея — противопоставление старого и нового. Рядом с современной техникой в кухне находятся старинная медная кухонная утварь и самовары. В центре комнаты располагается старинный плотницкий стол из сельскохозяйственной школы «Микве Исраэль», возвращенный к жизни Иланой Гур. В комнате сохранился уникальный потолок XVIII века, обнаруженный в 2010 году во время ремонта. Массивный потолок состоит из десятков амфор, вмурованных в цемент для облегчения веса, а также для защиты здания от жары и холода.

### Зал скульптуры
В этом зале представлены работы Иланы Гур, а также скульптуры многих известных израильских и зарубежных скульпторов в том числе, Генри Мура, Александра Архипенко, Менаше Кадишмана, Ицхака Данцигера и др. В данной комнате сохранился такой же потолок, как и в кухне. В нишах комнаты расположилась серия работ самой Иланы Гур, под названием «Корни» (1978). Эта серия состоит из средиземноморских кувшинов, из горлышек которых выглядываю искаженные бронзовые фигуры. С одной стороны, кувшин можно трактовать как чрево, а с другой стороны, как похоронную урну, поглощающую мёртвую фигуру. Илана снова обращается к теме жизни и смерти, а также показывает своё сложное отношение к Израилю. Скульптор заявляет: «Здесь я родилась, и здесь я буду похоронена».

### Женский балкончик
Женский балкончик является интегральной частью яффского дома мусульманского периода. Поскольку в мусульманском обществе женщинам разрешалось появляться в общественных местах только в сопровождении мужчины, балкон вносил в жизнь мусульманки своеобразное утешение: сквозь форточку окна она могла украдкой подглядывать за происходящим на улице. В этой части музея находятся работы немецкого художника Ансельма Кифера, а также «Автопортрет» Офера Лелуша, скульптура «Лаокоон» Беверли Пеппер и работа израильского художника Ярона Атара «Билл» (2014).

### Христианская комната
До того, как Илана Гур открыла свой дом для широкой публики, данная комната служила гостевыми покоями. Это маленькое и интимное помещение, состоящие из гостиной, кухни и ванной комнаты. В настоящее время в комнате демонстрируются предметы христианского искусства, к примеру, христианские иконы, а также произведения современного искусства на тему христианства. Выставленная коллекция подчеркивает мотив сочетания трех религий (иудаизм, ислам, христианство), характерный для города Яффо. Здесь представлена также светильник самой Гур.

### Сад скульптур
На крыше здания музея расположен сад скульптур. С крыши открывается панорамный вид на береговую линию Яффо и на Тель-Авив. В саду высажены цветы, оливковые и фруктовые деревья, под которыми размещены удобные кресла. Это позволит посетителям насладиться тишиной и спокойствием на фоне захватывающего дух пейзажа.
На главном балконе можно увидеть две главные скульптуры: «Материнство» (1979) и «Мать и дитя» (1973) из серии скульптур бедуинских женщин, созданных Иланой Гур. На крыше также выставлена скульптура молодой израильской художницы Веред Ааронович «Фонтан» (2014), а также ещё одна работа Гур под название «Утро/Траур» (1977).